# 43-я гвардейская стрелковая дивизия
43-я гвардейская Латышская стрелковая Рижская дивизия — соединение РККА и Советской Армии в Великой Отечественной войне.

## Боевой путь
Сформирована 5 октября 1942 года путём преобразования добровольческой 201-й Латвийской стрелковой дивизии. Новая нумерация частям дивизии присвоена 23 октября 1942 года.
19 октября 1942 года председатель Президиума Верховного Совета Латвийской ССР Кирхенштейн в присутствии представителей литовского и эстонского народов вручил дивизии гвардейское знамя. Знамя принял командир дивизии генерал-майор Вейкин. Части дивизии прошли торжественным строем и сразу убыли на ст. Вышний Волочок для погрузки и переброски по железной дороге в район ст. Крестцы, Шеребуть.
В ноябре — декабре 1942 года находилась на территории нынешнего Парфинского района Новгородской области и вела ожесточённые наступательные бои, периодически отходя на вторую линию фронта для пополнения личного состава и боеприпасов.
С 28.12.1942 года участвует в Демянской операции 1943 года.
За период боевых действий с 19 декабря 1942 года по 20 марта 1943 года дивизией уничтожено: убитыми 18 291 солдат и офицеров противника, 5 артиллерийских и 19 миномётных батарей, 43 отдельных орудий всех калибров, 70 отдельных миномётов, 331 пулемёт, 14 ПТР, 10 танков, взорвано 14 складов с боеприпасами, разрушено 8 ДОТов и 209 ДЗОТов. Взято в плен 83 солдата и 3 офицера, захвачено трофеев: орудий 88, автоматов 119, ручных пулемётов 198, станковых пулемётов 149, миномётов 228, артснарядов 63 тысячи, радиостанций 15, автомашин 87, танков 5, мотоциклов 52 и так далее.
Потери дивизии за это же время — убитыми 8024, ранеными и контуженными — 24 137, пропавшими без вести — 1421, пленными — 4.
В 1944 году участвовала в Ленинградско-Новгородской операции и вела бои северо-западнее Великих Лук. В боях с 14 по 17 января 1944 года освободила 14 населённых пунктов. За боевые заслуги в это время награждено 920 воинов дивизии.
Весной 1944 года дивизия была отведена в тыл и, выступив в район боевых действий 26.06.1944 г., к 4.07.1944 г. прошла 250 км.
18 июля 1944 года подвижный отряд в составе 1/125 гв. СП, 3/94 гв. СП и одного отделения 47 гв. СБ под командованием гвардии капитана Макарова начал наступление в направлении Домоново, в 2 часа ночи формировал р. Синюха (Zilupe) и в 4.00 первым в полосе 2-го Прибалтийского фронта перешёл границу Латвийской ССР. Потери отряда в данной операции: 6 чел. ранеными.
На территории Латвии дивизия участвовала в Мадонской операции и Рижской операции, вела тяжёлые бои в сентябре 1944 года на рубеже Лиепини — Лиелкалне — Рацени.
С 1 октября занимает оборону на участке Декмери — Вилейни — Оши — Таймини — Яунбриежи — Галини — Галакрогс.
10 октября, после артподготовки, дивизия перешла в наступление и к 4.00 вышла на рубеж Зандери — станция Олайне. Приказом Верховного Главнокомандующего от 13 октября 1944 года № 899 всему личному составу объявлена благодарность.
После взятия Риги несла гарнизонную службу в городе.

## Помощь в народном хозяйстве и укреплении обороны
Находясь в тылу, части дивизии помогали в восстановлении путей сообщения и укреплении линий обороны.
Как говорится в Дополнении к формуляру 43 Гвардейской Латышской стрелковой дивизии от 10.06.1944 года, «в период с 1 мая по 1 июня 1944 года, силами частей дивизии отремонтировано 52 688 погонных метров дорог, уложено нового лежневого настила 1419 п.м, уложено камнем 1718 м², засыпано песком — 5661 п.м, уложено хвороста — 1890 п.м, отрыто водосточных канав — 18 455 п.м, отрыто кювета — 18 546 п.м, отремонтировано кюветов — 35 926 п.м, заготовлено и вынесено к месту работы на расстояние от 500 м до 2,5 км шпал и лежневого материала — 89 894 шт., на строительстве узкоколейной железной дороги Выбор — Копылово выброшено грунта — 4520 кубометров, отрыто кювета — 500 п.м.
На строительстве второй армейской оборонительной полосы за май 1944 года отрыто траншей — 28 200 п.м, стрелковых ячеек — 2321, пулемётных площадок — 207, площадок для РИД — 144, площадок для миномётов — 66, артиллерийских — 26, командно-наблюдательных пунктов — 5, земляных блиндажей — 34, ходов сообщения — 3040 п.м, одето крутостей — 13 400 м²».
Кроме того, в частях дивизии проходила подписка на облигации государственных военных займов, в ходе которых военнослужащие направляли в помощь стране своё денежное довольствие, а некоторые и накопления. Так, 4 мая 1944 года в ходе подписки на облигации 3-го государственного военного займа дивизией было собрано свыше 7 млн рублей (366 % к фонду месячного оклада), внесено наличными 812 529 рублей.

## Связь с Латвией
В период боевых действий руководители Латвийской ССР председатель Президиума Верховного Совета Латвийской ССР товарищ Кирхенштейн, председатель СНК Латвийской ССР товарищ Лацис и секретарь ЦК КП(б)Латвии тов. Калнберзинь неоднократно посещали расположение частей. В частности, в документах дивизии такие визиты зафиксированы 19.10.1942, 24 и 25.04.1944, 12.09.1944.
После войны, 12 января 1946 года, дивизию посещали секретарь ЦК КП(б)Латвии Янис Калнберзинь и председатель СНК Вилис Лацис, 7.02.1946 Калнберзинь приезжал один, а 1 августа 1946 года дивизию вместе с командующим войсками Прибалтийского военного округа генералом армии И. Х. Баграмяном посетил председатель Президиума Верховного Совета Латвийской ССР Кирхенштейн.
- 2-й Прибалтийский фронт, 22-я армия, 130-й стрелковый корпус — на 01.10.1944 года.
- Ленинградский фронт, Курляндская группа войск, 42-я армия, 130-й стрелковый корпус — на 01.10.1944 года.

## Состав
- 121-й гвардейский стрелковый полк — командир — полковник М. В. Фёдоров (27.6.1943-??.02.1944)
- 123-й гвардейский стрелковый полк
- 125-й гвардейский стрелковый полк
- 94-й гвардейский артиллерийский полк
- 48-й гвардейский отдельный истребительно-противотанковый дивизион
- 44-я отдельная гвардейская зенитная батарея (до 25.03.1943)
- 55-й гвардейский пулемётный батальон (до 28.02.1943)
- 45-я отдельная гвардейская разведывательная рота
- 47-й отдельный гвардейский сапёрный батальон
- 65-я гвардейский отдельный батальон связи (47-я отдельная рота связи)
- 516-й (50-й) медико-санитарный батальон
- 46-я гвардейская отдельная рота химический защиты
- 603-я (49-я) автотранспортная рота
- 633-я (51-я) полевая хлебопекарня
- 636-й (41-й) дивизионный ветеринарный лазарет
- 1476-я полевая почтовая станция
- 911-я полевая касса Госбанка

## Командование

### Командиры
- 05.10.1942 — 30.12.1942 Вейкин, Ян Янович, полковник
- 31.12.1942 — 05.06.1944 Бранткалн, Детлав Карлович, полковник, с 29.01.1943 генерал-майор
- 07.06.1944 — 09.05.1945 Калнинь, Альфред Юрьевич, полковник, с 13.09.1944 генерал-майор

…
- .07.1946 — 04.1947 Дамберг, Вольдемар Францевич, генерал-майор

### Заместители командира
- ??.06.1943 — 22.01.1944 Корсунь, Матвей Михайлович, полковник

### Начальники штаба
- Закис, Освальд Иванович, гвардии подполковник

## Награды и наименования
- 13.10.1944 — присвоено почётное наименование «Рижская»

## Отличившиеся воины дивизии
- Блажевич, Леонид Антонович, гвардии ефрейтор, разведчик 125 гвардейского стрелкового полка.
- Брок, Павел Иосифович, гвардии рядовой, стрелок 125 гвардейского стрелкового полка.
- Вилхелмс, Янис Волдемарович, гвардии капитан, за отличие с начала боевых действий по 20 марта 1943 г.
- Паршутин Иван Ильич, командир расчёта 76-мм орудия 125-го гвардейского стрелкового полка, командир огневого взвода, гвардии сержант. Полный кавалер Ордена Славы. Награждён: 3-я степень 28.01.1944 года за бой 14.01.1944 года у деревни Насва (Новосокольнический район Псковской области, 2-я степень 31.08.1944 года за бой 02.08.1944 года северо-восточнее населённого пункта Крустпилса, 1-я степень 29.06.1945 года за бои 24-26.12.1944 года севернее Добеле.
- Райнберг, Ян Людвигович, заместитель командира по строевой части 125-го гвардейского стрелкового полка.
- Розе, Ян Янович, гвардии сержант, командир отделения взвода пешей разведки 123 гвардейского стрелкового полка.
- Орлов, Михаил Иванович , гвардии капитан, командир стрелковой роты 125 гвардейского стрелкового полка.